# Zatavua talatakely
Zatavua talatakely là một loài nhện trong họ Pholcidae. Loài này được phát hiện ở Madagascar.